# Edmund Jennings Randolph
Edmund Jennings Randolph (ur. 10 sierpnia 1753 w Williamsburgu, zm. 12 września 1813 w Millwood) – amerykański prawnik i polityk.
Podczas rewolucji amerykańskiej był adiutantem generała George’a Washingtona. Był delegatem na Kongres Kontynentalny w latach 1779, 1781 i 1782. W latach 1786–1788 piastował urząd gubernatora stanu Wirginia. Uczestniczył również w Konwencji Konstytucyjnej w Filadelfii w 1787 roku, podczas której uzgodniono treść Konstytucji Stanów Zjednoczonych.
W 1789 roku został pierwszym prokuratorem generalnym Stanów Zjednoczonych w gabinecie prezydenta George’a Washingtona. W latach 1794–1795 piastował stanowisko sekretarza stanu.
W 1795 roku wycofał się z polityki i powrócił do praktyki adwokackiej. Był między innymi głównym obrońcą w procesie o zdradę Aarona Burra w 1807 roku. Zmarł 12 września 1813 roku w wieku 60 lat.